# Pistolníkova rodina
Pistolníkova rodina (v anglickém originále The Cartridge Family) je 5. díl 9. řady (celkem 183.) amerického animovaného seriálu Simpsonovi. Scénář napsal John Swartzwelder a díl režíroval Pete Michels. V USA měl premiéru dne 2. listopadu 1997 na stanici Fox Broadcasting Company a v Česku byl poprvé vysílán 31. října 2000 na stanici ČT1.

## Děj
Po nudném zápase v kopané mezi Mexikem a Portugalskem vypuknou ve Springfieldu fotbalové nepokoje. V obavě o bezpečnost své rodiny Marge řekne Homerovi, aby zakoupil domácí bezpečnostní systém, ale když se dozví, že by stál 500 dolarů, koupí si místo něj pistoli. Po pětidenní zákonné čekací lhůtě zbraň Homer dostane a ukáže ji Marge, která je zděšená a požaduje, aby se jí zbavil. Homer ji přivede na setkání místní Národní střelecké asociace (NSA) v naději, že změní názor, ale ona zůstává nepřesvědčená. 
U večeře znovu Marge prosí Homera, aby se zbraně zbavil. Ten jí to slíbí, ale později ji Bart a Milhouse najdou v chladničce v přihrádce na zeleninu. Marge to zjistí a vynadá Homerovi, pak s dětmi odejde a ubytuje se v motelu. Ten večer Homer pořádá ve svém domě setkání NSA, ale ostatní členové ho ze sdružení vyhodí, když vidí, jak bezohledně používá svou pistoli. Když si Homer uvědomí, co ho jeho chování stálo, jde do motelu a řekne Marge, že se zbraně zbavil. 
Při odchodu přijde Haďák, aby okradl recepčního. Homer vytáhne pistoli a Marge se zlobí, že opět lhal, ale když se snaží omluvit, Haďák mu pistoli vytrhne. Přijdou ostatní členové NSA a překazí Haďákovi plány, a ten proto uteče. Homer posléze řekne, že si nevěří, a požádá Marge, aby zbraň zahodila sama. Marge však v odpadkovém koši uvidí odraz sebe sama, jak ji drží, a rozhodne se, že si ji ponechá.

## Produkce
Jednalo se o první odvysílanou epizodu, jejíž vedoucím producentem byl Mike Scully. Sam Simon navrhl pro jednu z prvních sezón epizodu, v níž Homer dostal zbraň a nikdo nechtěl, aby ji měl. Epizoda končila tím, že Homer překazil loupež a prohlásil, že ačkoli zbraně přinášejí zkázu, jemu se osvědčily. Tuto epizodu však Scully navrhl buď pro sedmou, nebo osmou sérii, než byla použita pro sérii devátou. Tím vznikla základní osnova a scénář napsal John Swartzwelder. Mnoho hlášek v epizodě staví zbraně do pozitivního světla, protože štáb měl pocit, že nemohou natočit epizodu jen o tom, jak jsou špatné. Několik členů štábu, včetně Swartzweldera, je „pro zbraně“, ačkoli jiní, jako například Matt Groening, jsou zcela proti nim. Epizoda byla navržena tak, aby nebyla zaujatá a zobrazovala každou stranu sporu stejně. Scully poznamenal, že pokud je v epizodě nějaké poselství, pak je zde poselstvím to, že člověk jako Homer by neměl vlastnit zbraň. Cenzoři stanice Fox Network byli nervózní z některých témat epizody, například když Homer mířil pistolí Marge do obličeje a Bart mířil na Milhouse s jablkem v ústech, ale nakonec scény povolili.
Úvodní sekvence, v níž je fotbal zobrazen jako nejnudnější sport, jaký si lze představit, měla ukázat, že fotbal je v televizi nudnější než naživo, ale Michels i Groening si hru užívají. Rozhodčí na zápase je karikaturou údržbáře ve společnosti Film Roman, který režiséru Petu Michelsovi poskytl všechny informace o fotbale, které potřeboval k návrhu epizody. Na zápase se objeví i Pelé, i když ho namluvil Hank Azaria.
Epizodu uzavírá hudba ze špionážního seriálu The Avengers z 60. let. Poté, co byla hudba nahrána, Scully usoudil, že se k závěru nehodí. Při výrobě však bylo příliš pozdě na to, aby se celý orchestr vrátil k nové nahrávce, a podle odborových pravidel nebylo možné předchozí nahrávky znovu použít.

## Kulturní odkazy
Gag s křídou odkazuje na městskou legendu o pískomilu Richardu Gerovi.
Obchod se zbraněmi je založen na obchodu, do kterého se losangeleská policie vydala během přepadení banky v Severním Hollywoodu, aby získala další munici. Název této epizody je hříčkou s názvem televizního seriálu ze 70. let The Partridge Family. Závěrečná hudba je znělkou britského televizního seriálu z The Avengers z 60. let a píseň, která hraje, když Homer sedí a pozoruje věci kolem, zatímco čeká pět dní na svou zbraň, je „The Waiting“ od Toma Pettyho a The Heartbreakers. Petty jen zřídka nechával svou hudbu používat v televizi, ale protože byl fanouškem Simpsonových, dovolil jim ji použít.

## Přijetí
V původním vysílání skončila epizoda v týdnu od 27. října do 2. listopadu 1997 na 26. místě v žebříčku sledovanosti s ratingem Nielsen 10,5, což odpovídá přibližně 10,3 milionu domácností. Byl to třetí nejlépe hodnocený pořad na stanici Fox, hned po seriálech Akta X a Tatík Hill a spol.
Epizoda získala několik pozitivních recenzí a byla zařazena do seznamu dvaceti nejlepších epizod Simpsonových, který sestavil deník Herald Sun. V článku deníku The Florida Times-Union byla také označena za pátou nejlepší epizodu v historii seriálu. Deník Pittsburgh Post-Gazette epizodu také pochválil a označil Simpsonovy za „jediný sitcom, který se v paměti spravedlivě zabývá kontrolou zbraní“.
Na druhou stranu byla epizoda několika médii kritizována. Ačkoli fiktivní NSA zdůrazňuje důležitost zodpovědného držení zbraní, štáb přesto obdržel několik stížností od skutečné Národní střelecké asociace na zobrazení organizace v epizodě. Ian Jones a Steve Williams epizodu kritizovali a označili ji za „chaotické, nesoustředěné lavírování kultury držení zbraní“. Warren Martyn a Adrian Wood, autoři knihy I Can't Believe It's a Bigger and Better Updated Unofficial Simpsons Guide, konstatovali, že jde o „jednu z politicky nejjednoznačnějších epizod vůbec“, ale že „[je] velmi nudná a děj není udržitelný“. Anna Leszkiewiczová v New Statesman ji později označila za okamžik, kdy měla Marge Homera opustit: „Homer se ukázal jako násilnický, labilní, panovačný a bezohledný manžel.“.
Epizoda nebyla zpočátku vysílána na britském satelitním kanálu Sky1 kvůli scénám hrubého zneužití zbraní, nicméně byla několikrát odvysílána na BBC Two v dřívějším večerním vysílacím čase. Od té doby byla epizoda vysílána v denním vysílacím čase na všech kanálech, které Simpsonovy ve Spojeném království vysílaly, i když s částečnými úpravami. Epizoda byla také zařazena na VHS a DVD Too Hot for TV spolu s epizodami Speciální čarodějnický díl, Rození líbači a Dědeček versus sexuální ochablost.